# Caudillo mayor de los escuderos del Cuerpo del Rey
El caudillo mayor de los escuderos del Cuerpo del Rey era un oficial de la Corona de Castilla que estaba al mando de los escuderos del monarca.

## Historia
Hay constancia de que en el reinado de Sancho IV de Castilla ya existía, para defender al monarca, una pequeña compañía o destacamento de escuderos con veintitrés hombres de a pie, aunque en 1454, durante el reinado de Juan II de Castilla, ya eran veinticuatro hombres, y en años posteriores también se les unieron algunos escuderos montados.
En el reinado de Pedro I de Castilla este cuerpo estaba constituido por unos doscientos escuderos de a caballo a las órdenes de un caudillo mayor, pero se desconoce, como señaló Jaime de Salazar y Acha, qué era lo que les distinguía de los guardas del soberano, que actuaban a las órdenes de los guardas mayores del rey, qué armas portaban consigo, y si a lo largo de los siglos finales de la Baja Edad Media su número continuó siendo de veinticuatro escuderos de a pie y doscientos de a caballo o fue disminuido o aumentado.

## Caudillos mayores de los escuderos del Cuerpo del Rey

### Reinado de Pedro I de Castilla (1350-1369)

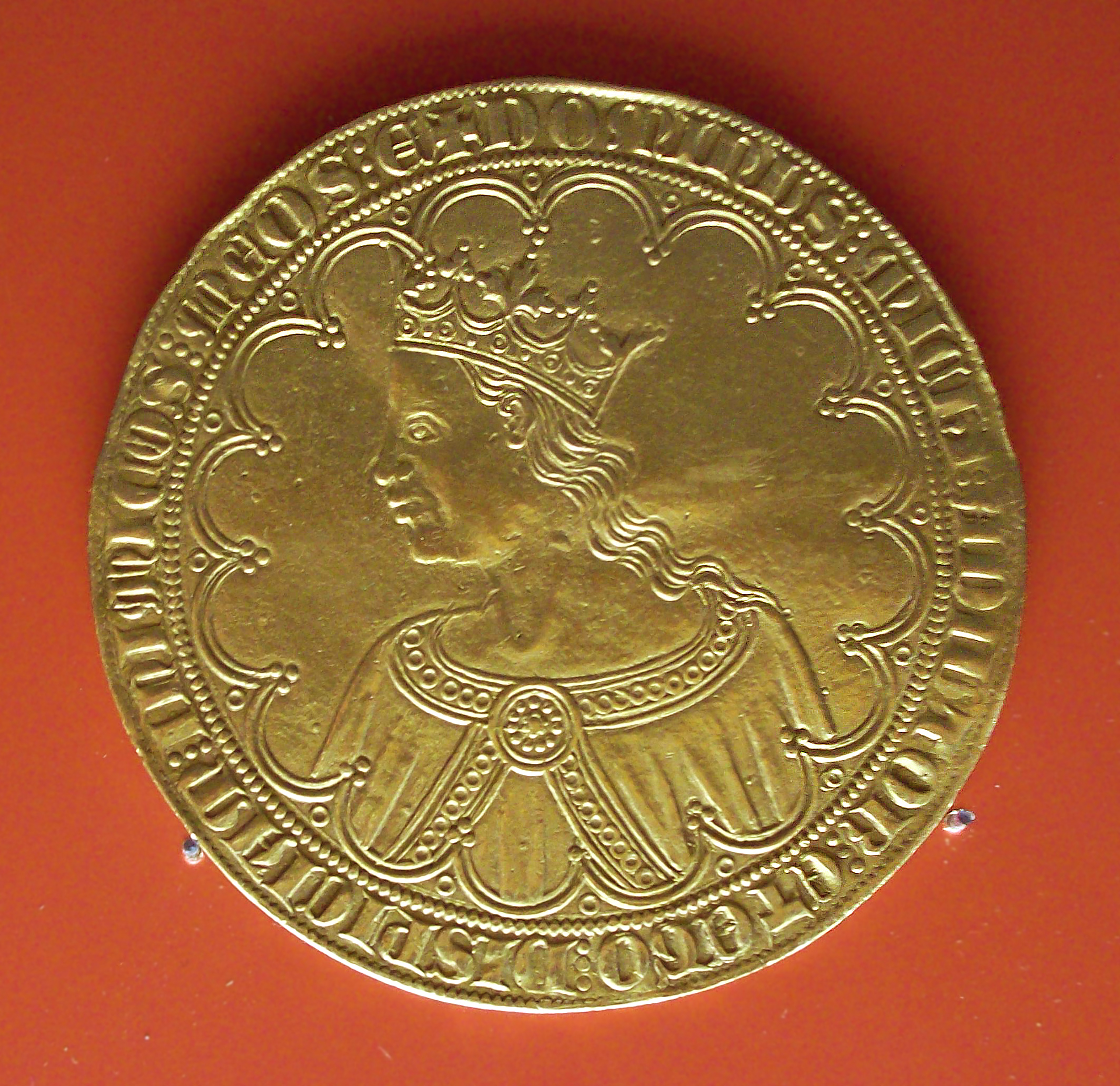
Gran dobla o dobla de a diez de Pedro I de Castilla, hijo y sucesor de Alfonso XI, acuñada en Sevilla en 1360. (M.A.N., Madrid).

- (1352-1353) Diego Gómez de Toledo. Fue señor de Casarrubios, Valdepusa y Malpica,[2] notario mayor del reino de Toledo,[3] alcalde mayor de Toledo, y según Jaime de Salazar y Acha, también fue guarda mayor del rey Pedro I de Castilla,[4] aunque Luis Vicente Díaz Martín señaló que el guarda mayor del rey fue su padre, Gómez Pérez de Toledo,[5] que había sido alguacil mayor de Toledo.[4]
- (1358-1364) Fernán Álvarez de Toledo.[6] Fue señor de Valdecorneja, mariscal de Castilla, mayordomo mayor de la reina Juana Manuel de Villena, esposa del rey Enrique II de Castilla,[7] notario mayor de los reinos de León y Toledo,[8] y caudillo mayor de los escuderos del Cuerpo del Rey.[2] Además, era hijo de Garci Álvarez de Toledo, alcalde mayor de Toledo, y de Mencía de Meneses, y hermano de García Álvarez de Toledo, que fue maestre de la Orden de Santiago, señor de Oropesa y también mayordomo mayor de la reina Juana Manuel de Villena.[7]

### Reinado de Juan I de Castilla (1379-1390)
- (1380) Juan González de Avellaneda.[9][2] Fue señor de Fuente Almejir, Peñaranda de Duero, Íscar y Montejo, alférez del rey Juan I de Castilla,[10] notario mayor de Andalucía[11] y caudillo mayor de los escuderos del Cuerpo del Rey. Y era hijo de Ochoa Martínez de Avellaneda, señor de Fuente Almejir y de Peñaranda de Duero, y de María de Aza.[12]